# Agrophaspidium psilotum
Agrophaspidium psilotum är en tvåvingeart som beskrevs av Wheeler och Julia J. Mlynarek 2008. Agrophaspidium psilotum ingår i släktet Agrophaspidium och familjen fritflugor.
Artens utbredningsområde är Costa Rica. Inga underarter finns listade i Catalogue of Life.